# Zethenia muscula
Zethenia muscula là một loài bướm đêm trong họ Geometridae.